# Jevišovice
Jevišovice (in tedesco Jaispitz) è una città della Repubblica Ceca facente parte del distretto di Znojmo, in Moravia Meridionale.